# Andrea Salvisberg
Andrea Salvisberg (1 de fevereiro de 1989) é um triatleta profissional suíço.

## Carreira

### Rio 2016
Andrea Salvisberg competiu na Rio 2016, ficando em 16º lugar com o tempo de 1:47.56.